# Мунешть
Мунешть, Мунешті (рум. Munești) — село у повіті Алба в Румунії. Входить до складу комуни Соходол.
Село розташоване на відстані 317 км на північний захід від Бухареста, 50 км на північний захід від Алба-Юлії, 70 км на південний захід від Клуж-Напоки, 148 км на північний схід від Тімішоари.

## Населення
За даними перепису населення 2002 року у селі проживали 34 особи, усі — румуни. Усі жителі села рідною мовою назвали румунську.